# Bruising for Besos
Pour plus de détails, voir Fiche technique et Distribution.
Bruising for Besos (littéralement : Des ecchymoses pour des baisers) est un film américain écrit et réalisé par Adelina Anthony, sorti en 2016.

## Synopsis
Une lesbienne séduit une portoricaine uniquement pour se retrouver elle-même et recréer son tumultueux passé.

## Fiche technique
- Titre original : Bruising for Besos
- Réalisation :  Adelina Anthony
- Scénario : Adelina Anthony
- Musique : Alex Valenzy
- Producteur : Adelina Anthony, Marisa Becerra
- Sociétés de production :
- Sociétés de distribution :
- Pays d’origine :  États-Unis
- Langue originale : anglais américain
- Lieux de tournage : États-Unis
- Format : Couleurs
- Genre : Drame, romance saphique
- Durée : 90 minutes
- Dates de sortie :
  -  États-Unis :
    - 19 juin 2016 au Festival du film Frameline de San Francisco
    - 16 juillet 2016 à l'Outfest de Los Angeles

## Distribution
- Juliana Acosta : l'associée
- Adelina Anthony : Yoli
- Librecht Baker : Granny (voix)
- Brenda Banda : Nerea et Abuela
- Stephanie Batiste : Jae
- Marisa Becerra : l'annonceuse de la station de bus (voix)
- Marlene Beltran Cuauhtin : Ixchel
- Edgar-Arturo Camacho-González : Joaquin
- Natalie Camunas : Carmela (et la petite sœur
- Juan Enrique Carrillo : le policier et Dad
- D'Lo (en) : Rani (et le petit frère)
- Lawrencia Dandridge : Imani et la petite fille
- Rick de Leon : Sr. Velez
- Macarena Gomez-Barris : la 1re femme au bar
- Carolina Hoyos : la seconde femme au bar
- Johnny Gonzalez : l'associé
- Melissa Hidalgo : Del
- Karla Legaspy : Mom (voix)
- Stacy Macias : Lucy
- Sandra Matrecitos : Stud
- Keni Ramirez : la femme trans
- Guinevere Turner : la barmaid lesbienne
- Kristina Wong : Kim
- Carolyn Zeller : Dana et l'infirmière